# Chrysocrambus linetella
Chrysocrambus linetella là một loài bướm đêm trong họ Crambidae.